# Aragua Fútbol Club
Pour les articles homonymes, voir Aragua.
Maillots
Actualités
Le Aragua Fútbol Club est un club de football vénézuélien basé à Maracay.

## Palmarès
- Championnat du Venezuela de deuxième division (1) :
  - Champion : 2005

- Coupe du Venezuela (1) :
  - Vainqueur : 2007